# Esteghlal Khuzestan Football Club
Maillots
Le Esteghlal Melli-Sanati Khouzistan Football Club (en persan : باشگاه فوتبال استقلال ملی-صنعتی خوزستان), plus couramment abrégé en Esteghlal Khouzistan, est un club iranien de football fondé en 2008 et basé dans la ville d'Ahvaz.

## Histoire
L'Esteghlal Khuzestan est fondé le 3 décembre 2008. Il rachète en 2011 la licence de l'Esteghlal Jonoob et prend donc sa place en seconde division. Il débute en première division nationale lors de la saison 2013-2014, qu'il achève à la douzième place. La deuxième saison est encore plus délicate puisque l'Esteghlal ne sauve sa place qu'à l'issue du barrage retour de promotion-relégation, en s'imposant face à Mes Kerman, club de seconde division.
Après cette contre-performance, les dirigeants ont su rebondir en recrutant plusieurs joueurs parmi l'effectif du Foolad Novin (club de deuxième division sportivement promu mais qui ne peut monter, car c'est l'équipe réserve du Foolad Ahvaz) et occupe très rapidement le podium du championnat iranien dès le début de la saison. Il parvient à remporter à la surprise générale le titre de champion, devant des équipes prestigieuses comme Persepolis ou l'Esteghlal Teheran.
Les bons résultats de l'Esteghlal lui permettent de prendre part aux compétitions continentales. Son titre de champion lui ouvre les portes de la Ligue des champions de l'AFC 2017.

## Palmarès
| \| - Championnat d'Iran (1) : - Champion : 2015-2016. - Supercoupe d'Iran : - Finaliste : 2016. \| \| - Championnat d'Iran de deuxième division (1) : - Champion : 2012-2013. \| |  |                                                                         |
| - Championnat d'Iran (1) : - Champion : 2015-2016. - Supercoupe d'Iran : - Finaliste : 2016.                                                                                     |  | - Championnat d'Iran de deuxième division (1) : - Champion : 2012-2013. |

## Entraîneurs
- Majid Bagherinia (2011 - 2013)
- Abdollah Veisi (2013 - 2016)
- Sirous Pourmousavi (2016 - 2017)
- Abdollah Veisi (2017 - 2018)
- Darioush Yazdi (2018)
- Karim Boostani (2018 - 2019)
- Karim Ghanbari (depuis 2019)